# U 73 (U-Boot, 1915)
U 73 war ein dieselelektrisches Minen-U-Boot des Kriegsauftrages „E“ der deutschen Kaiserlichen Marine, das im Ersten Weltkrieg zum Einsatz kam. Ihm wird die Versenkung der Britannic – einem Schwesterschiff der Titanic – zugeschrieben. Nach U 9 und U 21 erzielte es eine der höchsten Versenkungsziffern gegen Kriegsschiffe.

## Besonderheit bei Motorisierung und Bewaffnung
Hauptaufgabe von U 73 war das Legen der Seeminen, von denen bis zu 38 Stück im Bootsinneren transportiert werden konnten. Sie wurden über zwei Auslassrohre im Bootsheck verlegt. Es handelte sich somit nicht primär um ein U-Boot für Torpedoangriffe. Es war verglichen mit anderen Hochsee-U-Booten relativ schwach motorisiert. Die Überwassergeschwindigkeit blieb im einstelligen Bereich. Die Torpedobewaffnung diente lediglich zur Selbstverteidigung.

## Einsätze

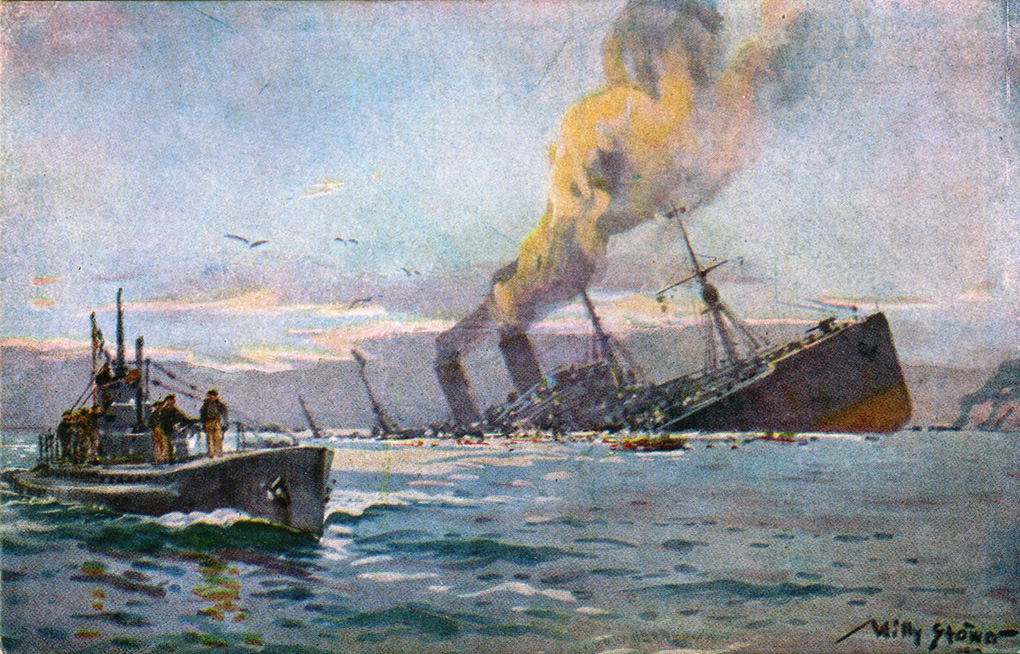
Willy Stöwer: Versenkung eines Truppentransporters durch ein deutsches U-Boot im Mittelmeer, Postkarte von 1917 – Einsätze wie von U 73 boten Motive für Marinemaler

U 73 lief am 16. Juni 1915 auf der Kaiserlichen Werft in Danzig vom Stapel und wurde am 9. Oktober 1915 in Dienst gestellt. Es wurde der U-Flottille Pola zugeordnet, die im Marinestützpunkt Pola des Verbündeten Österreich-Ungarn stationiert war. Die Überführungsfahrt von Deutschland in das Mittelmeer durch die Straße von Gibraltar fand im April 1916 statt.
Die Kommandanten des U-Bootes waren Kapitänleutnant Gustav Sieß (9. Oktober 1915 – 21. Mai 1917), Kapitänleutnant Ernst von Voigt (22. Mai 1917 – 15. Januar 1918), Kapitänleutnant Karl Meusel (16. Januar 1918 – 15. Juni 1918), Carl Bünte (16. Juni 1918 – 15. September 1918) und Kapitänleutnant Fritz Saupe (16. September 1918 – 30. Oktober 1918). Die meisten Versenkungen wurden unter Gustav Sieß erzielt.
U 73 führte während des Ersten Weltkrieges neun Operationen, überwiegend im östlichen Mittelmeer, durch. Dabei wurden insgesamt 15 zivile Schiffe der Entente und neutraler Staaten mit einer Gesamttonnage von ca. 80.691 BRT versenkt. Zudem sanken drei feindliche Kriegsschiffe mit zusammen 28.350 BRT durch Minen, die von U 73 gelegt worden waren.
Auf der Fahrt von Deutschland in die Adria legte Sieß Ende April 1916 Minen vor Malta. Dort sank das britische Schlachtschiff Russel (14.000 BRT) am 27. April 1916 nach einem Minentreffer.  Dabei kamen 124 Seeleute zu Tode. An diesem Tag lief auch die britische Sloop Nasturtium (1250 BRT) auf eine dieser Minen und sank. Am nächsten Tag folgte die britische Yacht Aegusa (1242 BRT).
Das bekannteste von U 73 versenkte Schiff war das britische Lazarettschiff Britannic mit 48.158 BRT. Es war das Schwesterschiff der Titanic und das größte Schiff, das im Ersten Weltkrieg versenkt wurde. Die Britannic fuhr am 21. November 1916 in der Straße von Kea (Ägäis) höchstwahrscheinlich auf eine Mine, die von U 73 stammte. Dabei kamen etwa 30 Menschen ums Leben. Wenige Tage zuvor, am 14. November 1916, war bereits der französische Truppentransporter Burdigala – die ehemalige Kaiser Friedrich – mit ca. 12.000 BRT im selben Seegebiet durch eine solche Mine versenkt worden.
Ein weiterer Erfolg gegen ein Kriegsschiff gelang am 3. Januar 1917, als das russische Linienschiff Pereswet etwa zehn Meilen von Port Said (Ägypten) entfernt auf eine Mine lief. Damit waren mehrere große bis sehr große Schiffe durch von U 73 gelegte Seeminen versenkt worden. Der damalige Kommandant, Gustav Sieß, erhielt 1917 das Eiserne Kreuz erster Klasse und im April 1918 den Pour le Mérite.

## Bekannte Besatzungsmitglieder
Von Februar 1916 bis Januar 1917 befand sich der spätere Theologe und Widerstandskämpfer Martin Niemöller als zweiter Wachoffizier an Bord von U 73. Seine Eindrücke beim Legen der Minensperren im Mittelmeer beschrieb er in seinem Buch Vom U-Boot zur Kanzel.

## Verbleib
U 73 wurde am 30. Oktober 1918 bei der Räumung des österreichischen Marinehafens Pola etwa auf der Position 44° 52′ N, 13° 50′ O selbstversenkt. Zwei Tage zuvor war an dieser Stelle bereits das deutsche U-Boot U 47 von der eigenen Besatzung versenkt worden.

## DurchU 73versenkte Schiffe (Auswahl)
Abbildungen bekannter Schiffe, deren Untergang auf Minen von U 73 zurückzuführen ist:

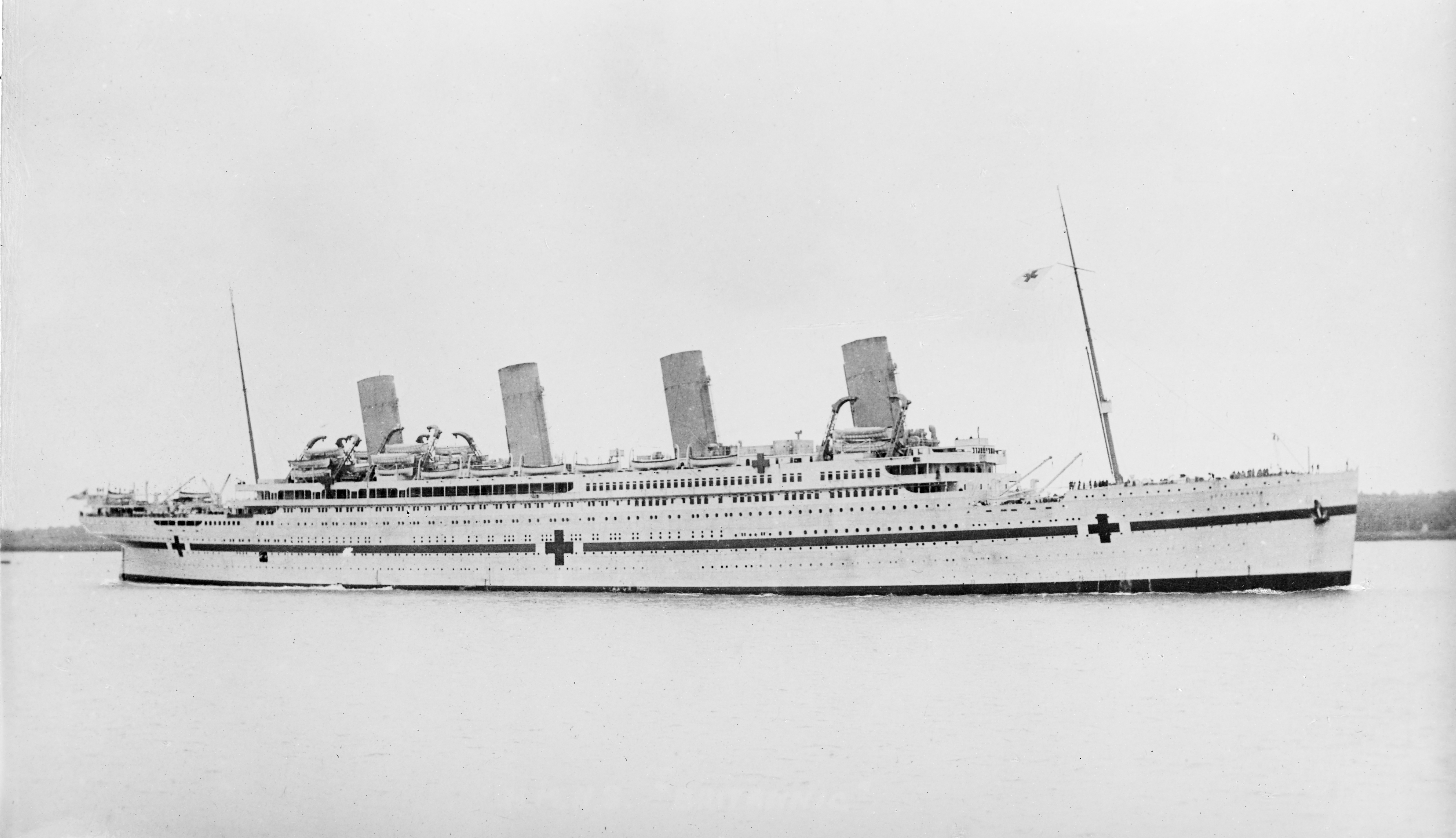
Britannic
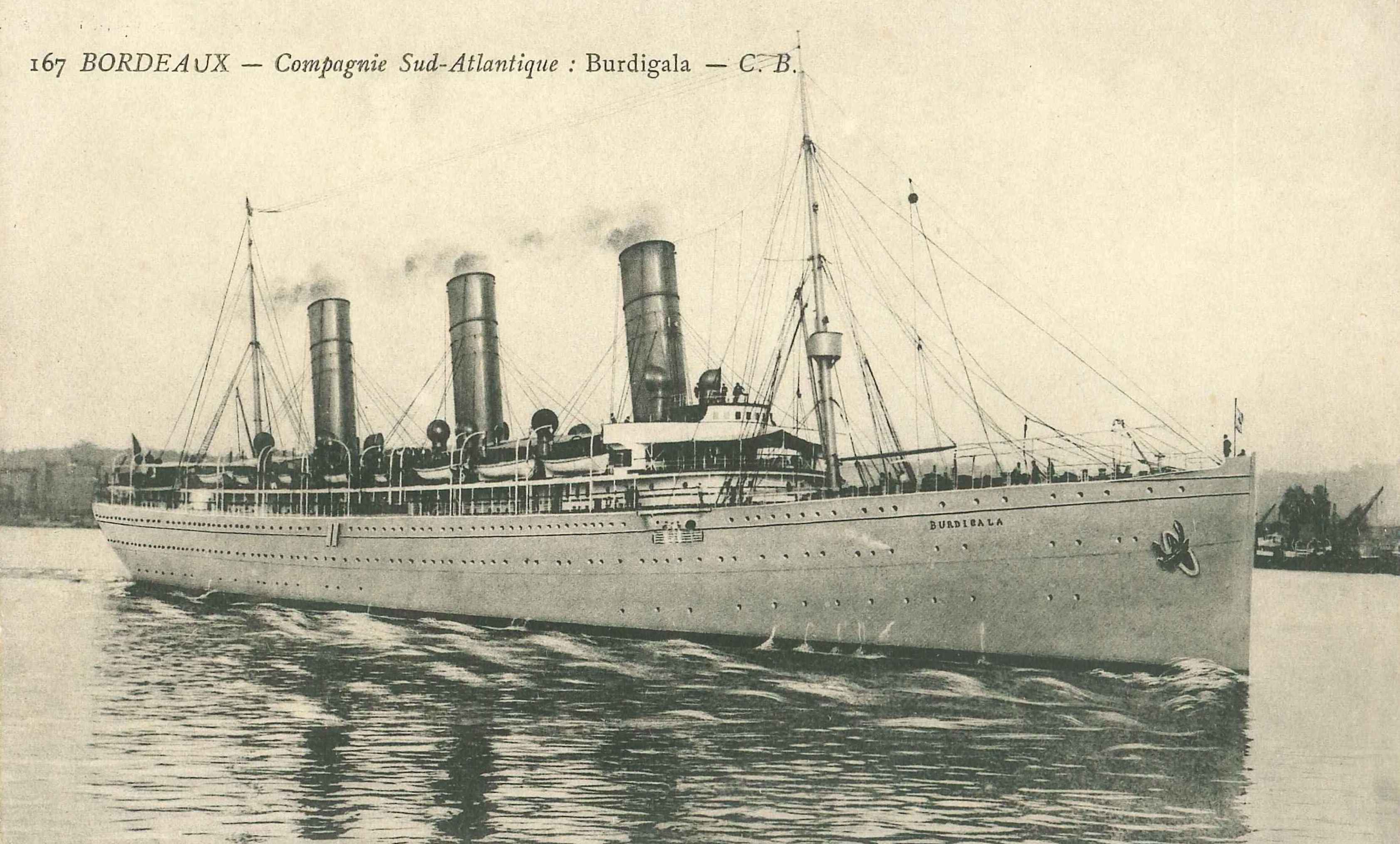
Burdigala (ex. Kaiser Friedrich)
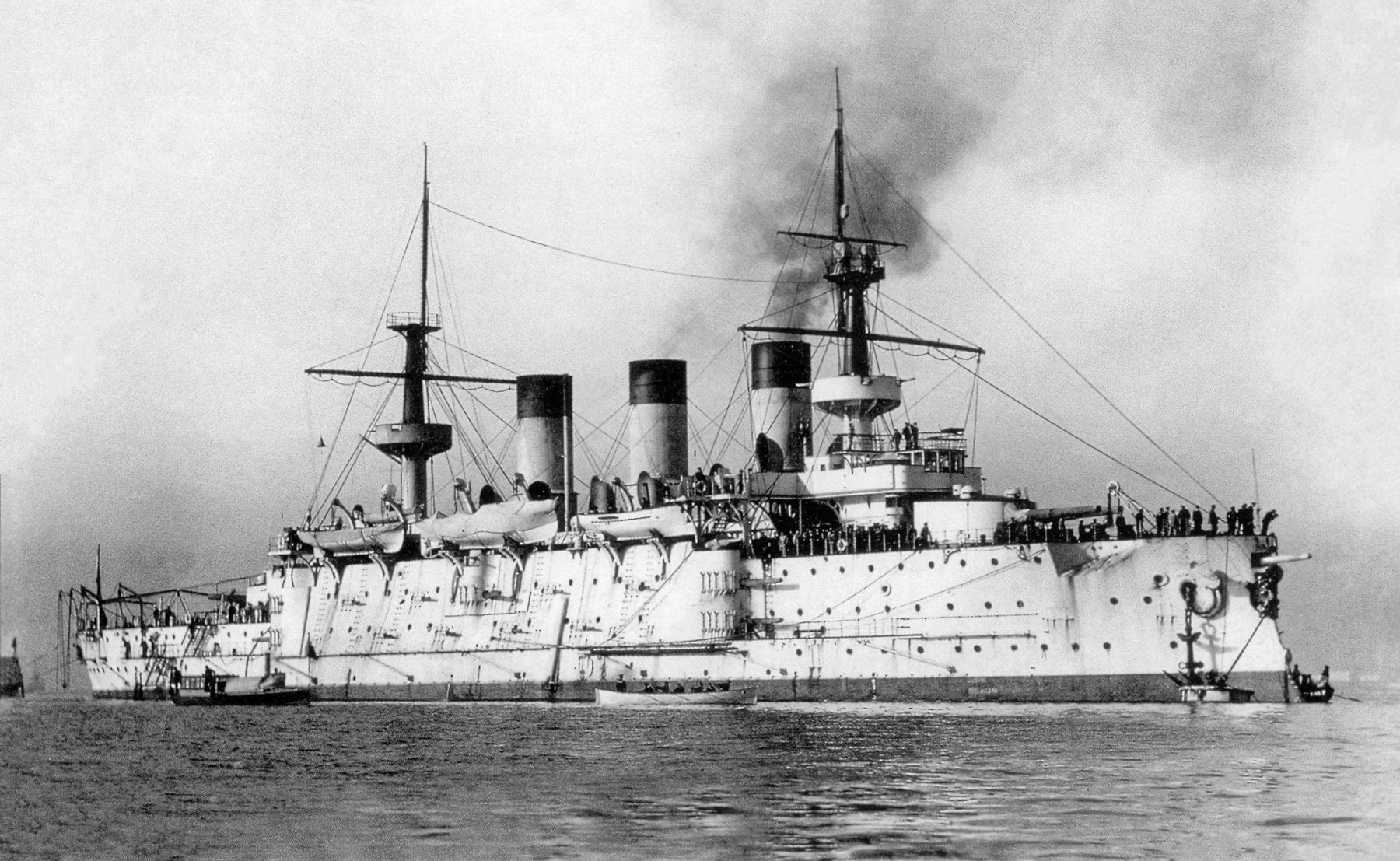
Peresvet
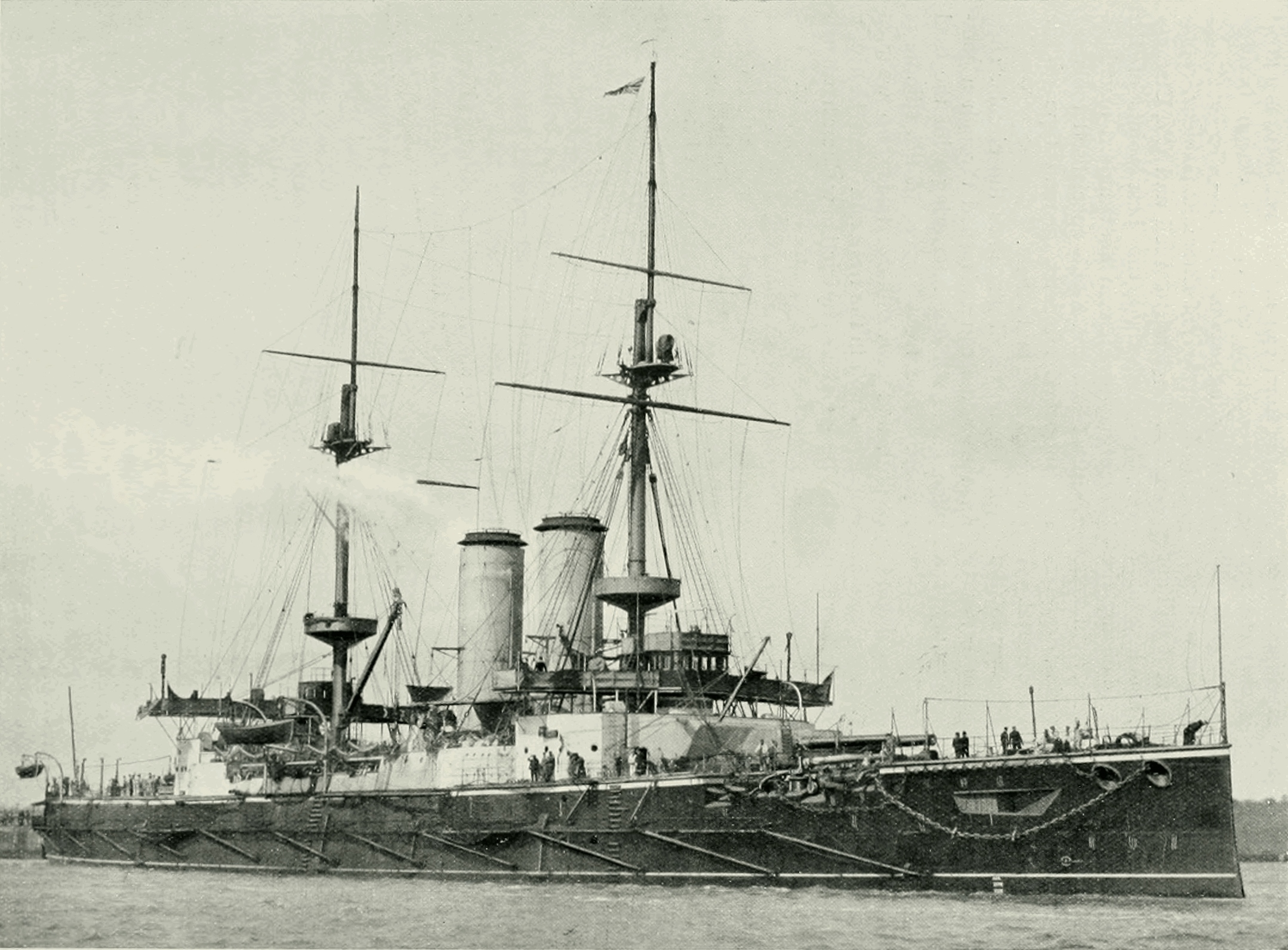
Russel